# Upognampa ctenipalpis
Upognampa ctenipalpis är en spindelart som beskrevs av Lawrence 1927. Upognampa ctenipalpis ingår i släktet Upognampa och familjen plattbuksspindlar.
Artens utbredningsområde är Namibia. Inga underarter finns listade i Catalogue of Life.